# أولغا غري
أولغا غري (بالإنجليزية: Olga Gre)‏ هي ممثلة أمريكية، ولدت في 10 نوفمبر 1896 في المجر، وتوفيت في 25 أبريل 1973 بلوس أنجلوس في الولايات المتحدة.

## وصلات خارجية
- أولغا غري على موقع IMDb (الإنجليزية)
- أولغا غري على موقع قاعدة بيانات برودواي على الإنترنت (الإنجليزية)
- أولغا غري على موقع قاعدة بيانات الفيلم (الإنجليزية)